# Vermessungs- und Kartierungsgesetz der Volksrepublik China
Das Vermessungs- und Kartierungsgesetz der Volksrepublik China ist ein Gesetz des Siebten Nationalen Volkskongresses vom 28. Dezember 1992. Es wurde auf der 29. Sitzung des Ständigen Ausschusses des Neunten Nationalen Volkskongresses am 29. August 2002 überarbeitet und durch Anordnung Nr. 75 des Präsidenten der Volksrepublik China Jiang Zemin am 29. August 2002 verkündet.
Es regelt die Vermessungs- und Kartierungstätigkeiten in den territorialen Luft-, Land- und Gewässern der Volksrepublik China sowie in anderen Seegebieten, die der nationalen chinesischen Gerichtsbarkeit unterstehen. Unter diese Tätigkeiten fallen nach der Legaldefinition in Art. 2 des Gesetzes „Tätigkeiten zur Bestimmung, Erfassung und Formulierung der wesentlichen Elemente der physischen Geographie oder der Formen, Größen, räumlichen Positionen, Eigenschaften künstlicher Oberflächenanlagen sowie die Verarbeitung und Bereitstellung der daraus gewonnenen Daten, Informationen und Ergebnisse.“

## Einzelne Regelungen

### Vermessung
Gemäß den Artikeln 7, 26, 40 und 42 des Vermessungs- und Kartierungsgesetzes sind private Vermessungs- und Kartierungsaktivitäten auf dem chinesischen Festland illegal. Das Gesetz verbietet, laut der nationalen Verwaltung für Vermessung und Kartierung von China,
ohne Genehmigung bedeutende geografische Informationen und Daten über Luft-, Land- und Wassergebiete der Volksrepublik China zu veröffentlichen.
Artikel 1 besagt:

„Dieses Gesetz wird erlassen, um die Verwaltung des Vermessungs- und Kartierungsunternehmens zu stärken, seine Entwicklung zu fördern und sicherzustellen, dass es der Entwicklung der Volkswirtschaft, dem Aufbau der Landesverteidigung und dem Fortschritt der Gesellschaft dient.“

Zwischen 2006 und 2011 verfolgten die Behörden rund 40 illegale Kartierungs- und Vermessungsfälle. Mehrere Medien haben über weitere Fälle von rechtswidrigen Kartierungs- und Vermessungsfällen berichtet:
- 26. März 2008 – Chinas staatliches Amt für Vermessung und Kartierung geht gegen 10.000 Websites vor, die Karten in China veröffentlichen, meistens ohne Genehmigung.[2]
- 6. Januar 2009 – Chinesische Behörden bestrafen britische Studenten wegen „illegaler Kartenerfassung“.[3]
- 14. März 2013 – Coca-Cola wird illegale Kartierung vorgeworfen.[4]

Infolgedessen beschränkten große Digitalkamerahersteller wie Panasonic, Leica, FujiFilm, Nikon und Samsung Standortinformationen innerhalb Chinas.
Außerdem weist OpenStreetMap, das Crowdsourcing-Projekt zur Erstellung einer Weltkarte, darauf hin, dass „private Vermessungs- und Kartierungsaktivitäten in China illegal sind“.

### Datennutzung
Die Nutzung von geografischen Informationen ist auf Einrichtungen beschränkt, die eine Sondergenehmigung für Vermessung und Kartierung beim Staatsrat erhalten haben. Bei nicht autorisierten Vermessungen, fehlenden Geotagging-Informationen auf vielen Kameras, wenn der GPS-Chip einen Standort innerhalb Chinas erkennt, falscher Ausrichtung von Straßenkarten mit Satellitenkarten in verschiedenen Anwendungen ist eine hohe Geldstrafe die Konsequenz.
Der chinesische Gesetzgeber argumentierte, dass die Beschränkungen „Chinas Sicherheit bei geografischen Informationen gewährleisten“ sollten. Song Chaozhi, ein Beamter des Staatsbüros für Vermessung und Kartierung, erklärte: „Ausländische Organisationen, die Kartierungs- oder Vermessungsarbeiten innerhalb Chinas durchführen möchten, müssen klarstellen, dass sie keine Staatsgeheimnisse berühren oder die Staatssicherheit gefährden“. Kritiker außerhalb Chinas weisen darauf hin, dass die Gesetze kritische Sektoren der chinesischen Wirtschaft für ausländische Unternehmen schließen möchte und damit gegen anderen Meinungen vorgehen.

### Erfassung künstlicher Oberflächenanlagen
Ergänzend zum Vermessungs- und Kartierungsgesetz regeln weitere Vorschriften den zulässigen Inhalt von Karten:
- Die 公开地图内容表示若干规定 („einige Regeln für die Inhaltsdarstellung öffentlicher Karten“) von 2003 des Bureau of Surveying and Mapping (BSM) verbieten die Darstellung sensibler Informationen wie Flughäfen (mit Ausnahme der besonders aufgeführten), Militärstützpunkte, und Wasserstraßentiefen. Es beschreibt auch den Umgang und die Benennung umstrittener Gebiete und ehemaliger Qing-Gebiete, die an Russland abgetreten wurden.
- Die 公开地图内容表示补充规定（试行）(„Ergänzende Regeln zur inhaltlichen Darstellung öffentlicher Karten, Testversion“) von 2009 des BSM verbietet zusätzlich u. a.:
  - Orte mit einer Genauigkeit von weniger als 50 Metern und die Verwendung von Rastern kleiner als 100 Meter für Höhendaten.
  - Aufzeigen der Standorte wichtiger Infrastruktur (Strom, Dämme, Wetterstationen) und öffentlicher Sicherheitseinrichtungen (Gefängnisse, obligatorische Drogenrehabilitationseinrichtungen).
  - Darstellung der internen Strukturen von Flughäfen und Fährhäfen.
  - Anzeige der Gewichts- und Höhengrenzen von Brücken, Straßen und Tunneln.
- Die 地图管理条例 („Kartenverwaltungsverordnung“) von 2015 des Staatsrates schreibt neben anderen Vorschriften zur nationalen Sicherheit vor, dass alle Internetkarten auf dem chinesischen Festland gespeichert werden müssen. Das Gesetz sieht auch Strafen für Verstöße vor.

Im Jahr 2016 fand eine große Suchaktion der chinesischen Strafverfolgungsbehörden, 253 problematische Papierkarten und 1000 problematische Online-Karten. Unter anderem über Taiwan oder der 9-Strich Linie.

## Anwendungsbeispiel
Bei der Vermessung des Mount Everest nach dem Vermessungs- und Kartierungsgesetz im Mai 2005 ergab sich für den Berg eine Höhe von 8844,43 m bei einer Ungenauigkeit von ±0,21 Meter. Er war damit etwa 3,7 Meter niedriger als seit 1975 angenommen. Allerdings bezog sich die Angabe nur auf den reinen Felssockel.

## GPS-Verschiebungs-Problem

Satellitenbilder in China mit Verschiebungen

Das chinesische GPS-Verschiebungs-Problem entsteht durch die Unterschiede der Koordinatensysteme GCJ-02 und WGS-84. Die Koordinaten des GPS werden mit dem WGS-84-Standard angegeben und wenn sie auf den Straßenkarten von China angezeigt werden, die den GCJ-02-Koordinaten folgen, erscheinen sie (oft über 500 Meter) entfernt vom eigentlichen Ort. Autorisierte Anbieter von standortbasierten Diensten und digitalen Karten (wie AutoNavi oder NavInfo) müssen einen „Verschiebungs-Korrektur“ (eng. shift correction)-Algorithmus erwerben, der die korrekte Darstellung von GPS-Standorten auf der Karte ermöglicht. Auch Satellitenbilder und von Nutzern beigesteuerte Straßenkartendatensätze wie die von OpenStreetMap werden korrekt angezeigt, da sie mit GPS-Geräten erhoben wurden (wenn auch technisch illegal – siehe Gesetzgebung).
Google hat seit 2006 mit dem chinesischen Kartierungsanbieter AutoNavi zusammengearbeitet, um seinen standortbasierten Dienst in China zu veröffentlichen. Google nutzt seitdem die GCJ-02-Daten für ihre Straßen, demnach sind die jeweiligen Satellitenbilder immer noch verschoben aufgrund des WGS-84-Systems.